# 盛り花
盛り花（もりばな）とは、生花・造花の生け方のひとつ。

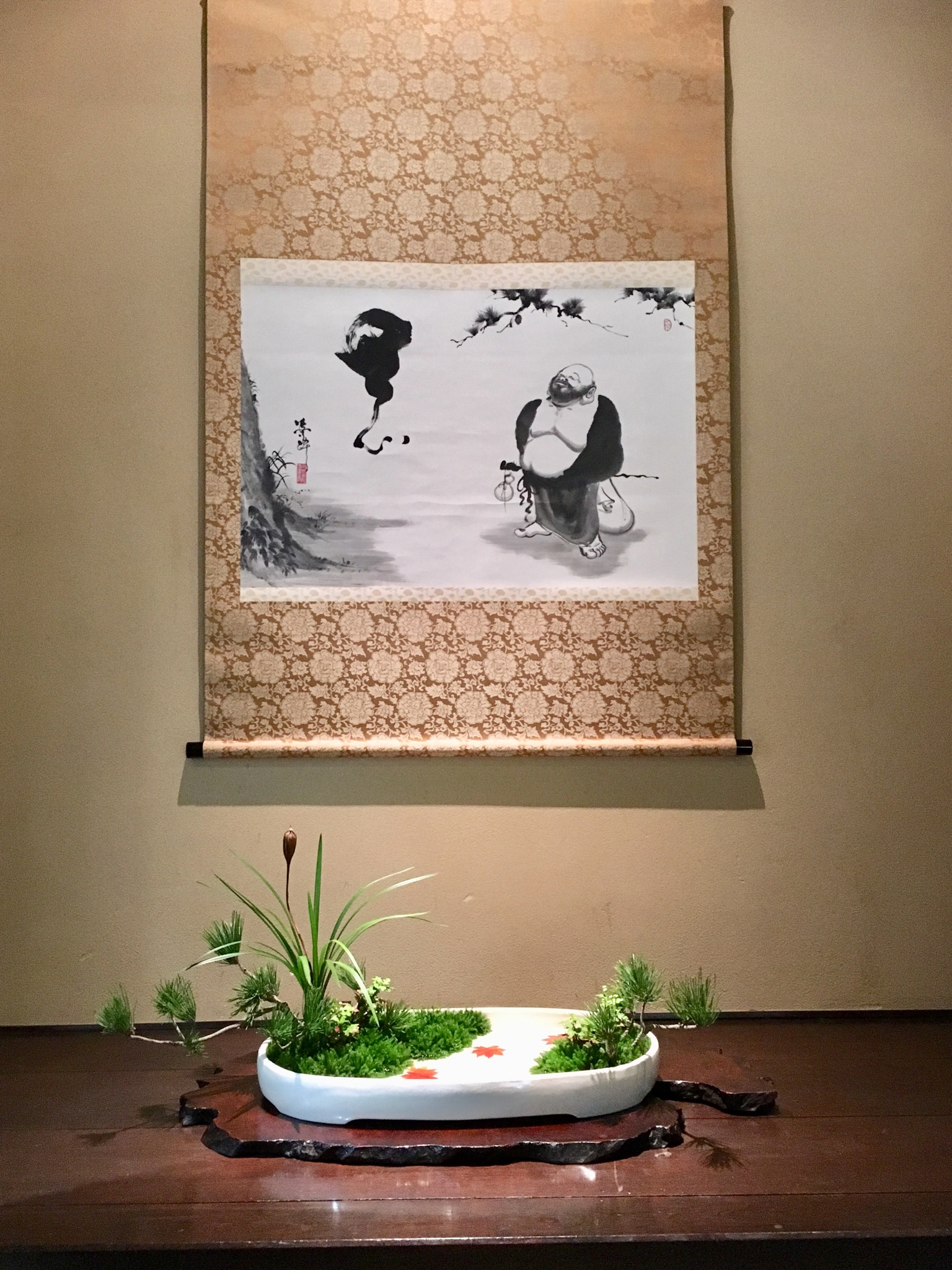
小原流の盛り花

## いけばなにおける盛り花
広口の浅い花器（水盤）に構成されたいけばなを指す。正風華道の得意とする生け方でもある。

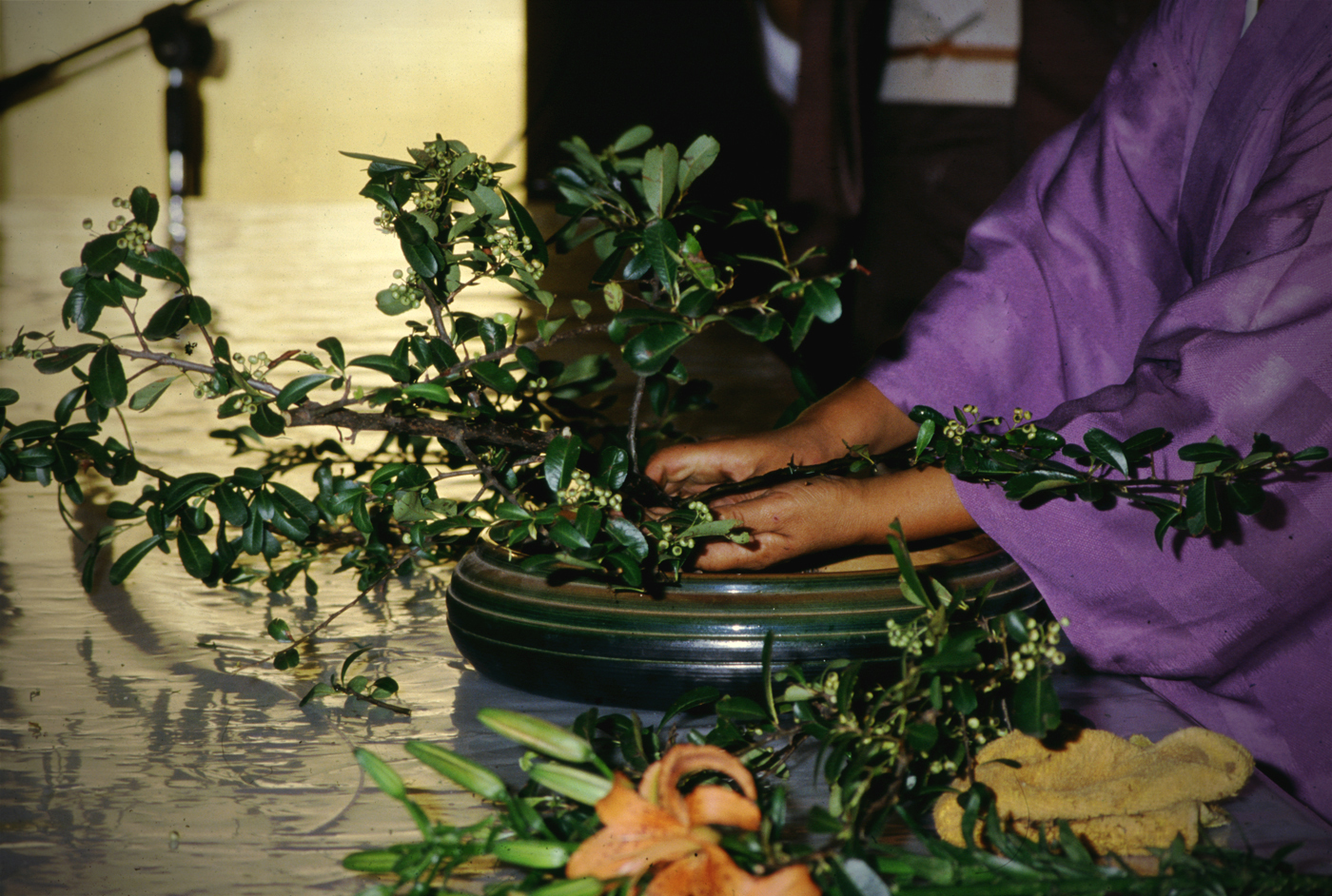
いけばな

小原流の創始者・小原雲心（おはらうんしん）によって明治時代に考案された。成立年には諸説あるが、小原流により公式発表されているのは「雲心が盛花様式を考案した年」とされる1895年（明治28年）である。明治中期は文明開化とともに洋花（西洋園芸花卉）が一般に流通し始めた時期だが、それまでの日本のいけばなにはこれに対応する手段がなかった。雲心は洋花をいけばなに取り入れるべく、水盤形式の花器を考案し、草花を「盛る」ようにいける様式をつくりあげたという。
剣山（花留め参照）や七宝といった留め具を使用して材料を「盛る」ようにいけることで、それまでのいけばなのように水際一本に材料をまとめる必要がなく、広口の花器に広がりをもったさし口をとることによって、自由自在に変化のある作品を構成することができる。材料の選択肢が広がり手軽にいけられる、ということから、とくに女性層に浸透し、大正期になると流派をこえて流行、当時のいけばな界を風靡した。伝統的には立花（りっか）や抛入花(又は瓶花)の一種と理解されたが、正式の花としての立花や生花（しょうか）に対して俗なるものとみなされた。

## 慶弔用盛り花

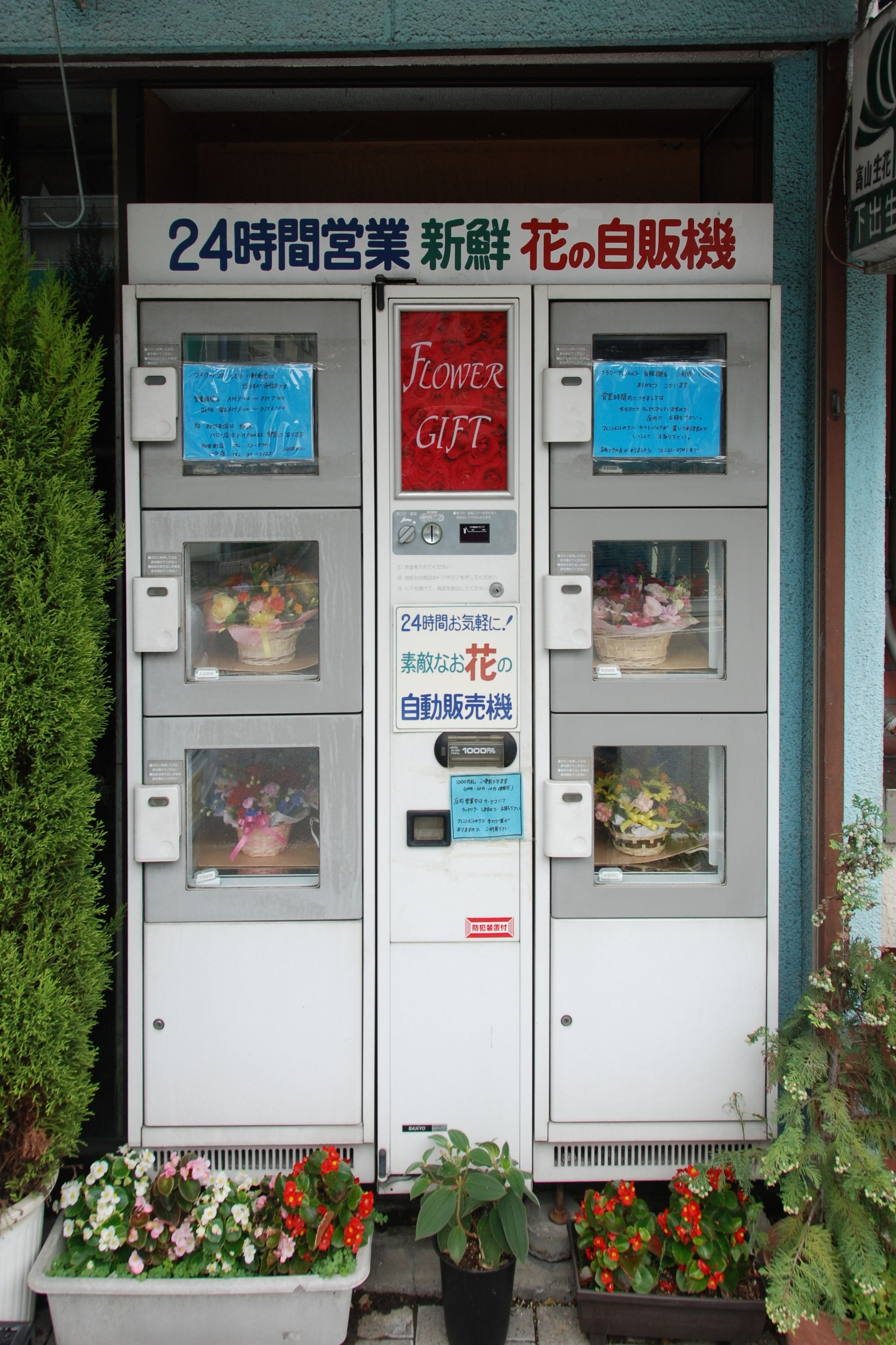
ギフト用の花の自販機

開店祝いなどの慶事や、葬儀などのような弔事では、かつては店先・玄関先などに大きな花環を飾ることが多かったが、その代用として生花を中心とした小型の盛り花が使われることがある。慶事では、洋花を中心とした明るい盛り花が使用され、弔事では主に白を中心とした菊花（そのほか洋花・榊など）を使用したものが多い。また、弔事では枕花用の小型の盛り花もある。近年、特に都市部では（斎場なども含め）花環が禁止されたり控えられることが多くなり、式場に飾る盛り花のみとされることもある。

## 盛り塩
玄関先などにおかれる「盛り塩」のことを「盛り花」ということがある。